# Adrián (keresztnév)
Az Adrián latin eredetű férfinév, a Hadrianus névből származik. Jelentése: (a Velence tartományban levő) Hadria városából való, azaz: hadriai. Maga az Adriai-tenger is a városról kapta a nevét. Korábbi alakváltozatának felel meg az Adorján név. Női párja: Adriána. 

## Rokon nevek
Az Adrián anyakönyvezhető rokon nevei:
- Adriánó:[1] az Adrián olasz alakváltozata.
- Adorján

## Gyakorisága
Az 1990-es években ritkán fordult elő. A 2000-es években az 51-67., a 2010-es évek elején a 68. leggyakrabban adott férfinév volt, az Adriánó név a 2000-es és a 2010-es években nem szerepel a 100 leggyakoribb név között.
A teljes népességre vonatkozóan a 2000-es években az Adrián a 77-79., a 2010-es években a 78. helyen szerepelt, az Adriánó nem volt benne az első százban.

## Névnapok
Adrián:
- március 4.[2]
- március 5.[2]
- szeptember 8.[2]

Adriánó:
- március 4.[2]

## Idegen nyelvi változatai
- Adrian (angol, német, román, dán, lengyel, svéd, szlovák)
- Adrien, Adrian (francia)
- Adriaan (holland)
- Adriano (olasz)
- Adrián (spanyol)

## Híres Adriánok és Adriánók

### Magyarok
- Annus Adrián kalapácsvető olimpikon
- Hüffner Adrián jégkorongozó
- Király Adrián színész
- Szekeres Adrián labdarúgó

### Külföldiek
- Adriano brazil labdarúgó
- Adrian Carmack az id Softwer alapítójának egyike
- Adriano Celentano olasz énekes
- Adriano Correia Claro brazil labdarúgó
- Adriano Galliani olasz vállalkozó
- Adrian Gruia román palackozó
- Adrián López Rodríguez spanyol labdarúgó
- Adrian Mole, Sue Townsend regényalakja
- Adrian Mutu román labdarúgó
- Adrian Năstase román politikus
- Adrian Paul angol színész
- Adrian Schultheiss svéd műkorcsolyázó
- Adrian Smith zenész
- Adrian Sutil német autóversenyző
- Adriano Panatta olasz teniszező
- Adrian Pasdar iráni származású amerikai filmrendező
- Adrian Rădulescu korábbi nemzetközi labdarúgó-játékvezető
- Adrian Rawlins angol színész
- Adrian Voinea román teniszező
- Adrian Willaert flamand zeneszerző
- Cem Adrian török alternatív énekes, zeneszerző